# فيليب دوريس
فيليب دوريس (بالسلوفاكية: Filip Ďuriš)‏ هو لاعب كرة قدم سلوفاكي في مركز الهجوم، ولد في 28 مارس 1995 في براتيسلافا في سلوفاكيا. شارك مع منتخب سلوفاكيا تحت 16 سنة لكرة القدم ومنتخب سلوفاكيا تحت 17 سنة لكرة القدم ومنتخب سلوفاكيا تحت 21 سنة لكرة القدم. أما مع النوادي، فقد لعب مع نادي سلوفان براتيسلافا.

## وصلات خارجية
- فيليب دوريس على موقع قاعدة بيانات كرة القدم.إي يو (الإنجليزية)
- فيليب دوريس على موقع Soccerway.com (الإنجليزية)